# 19531 Хартон
19531 Хартон (19531 Charton) — астероїд головного поясу, відкритий 7 квітня 1999 року.
Тіссеранів параметр щодо Юпітера — 3,602.